# Resolutie 1299 Veiligheidsraad Verenigde Naties
Resolutie 1299 van de Veiligheidsraad van de Verenigde Naties werd unaniem door de VN-Veiligheidsraad aangenomen op 19 mei 2000.

## Achtergrond
In Sierra Leone waren al jarenlang etnische spanningen tussen verschillende bevolkingsgroepen. In 1978 werd het een eenpartijstaat met een regering die gekenmerkt werd door corruptie en wanbeheer van onder meer de belangrijke diamantmijnen. Intussen was in buurland Liberia al een bloedige burgeroorlog aan de gang, en in 1991 braken ook in Sierra Leone vijandelijkheden uit. In de volgende jaren kwamen twee junta's aan de macht, waarvan vooral de laatste een schrikbewind voerde. Zij werden eind 1998 met behulp van buitenlandse troepen verjaagd, maar begonnen begin 1999 een bloedige terreurcampagne. Pas in 2002 legden ze de wapens neer.

## Inhoud
De Veiligheidsraad:
- Bevestigt zijn vorige resoluties en de verklaringen van de raadsvoorzitter.
- Heeft de brief van de secretaris-generaal in overweging genomen.
- Is ervan overtuigd dat de verslechterende veiligheidssituatie tot een snelle uitbreiding van UNAMSIL's militaire component noopt.

1. Beslist UNAMSIL's militaire component uit te breiden tot maximaal 13.000 militairen, inclusief 260 militaire waarnemers.
2. Waardeert alle landen die hun troepen versneld inzetten, extra troepen inzetten of andere militaire steun verlenen.
3. Beslist dat de maatregelen van resolutie 1171 (wapenembargo) niet gelden voor UNAMSIL of de overheid van Sierra Leone.
4. Besluit om actief op de hoogte te blijven.

## Verwante resoluties
- Resolutie 1270 Veiligheidsraad Verenigde Naties (1999)
- Resolutie 1289 Veiligheidsraad Verenigde Naties
- Resolutie 1306 Veiligheidsraad Verenigde Naties
- Resolutie 1313 Veiligheidsraad Verenigde Naties

Lijst ·  1285 ·  1286 ·  1287 ·  1288 ·  1289 ·  1290 ·  1291 ·  1292 ·  1293 ·  1294 ·  1295 ·  1296 ·  1297 ·  1298 ·  1299 ·  1300 ·  1301 ·  1302 ·  1303 ·  1304 ·  1305 ·  1306 ·  1307 ·  1308 ·  1309 ·  1310 ·  1311 ·  1312 ·  1313 ·  1314 ·  1315 ·  1316 ·  1317 ·  1318 ·  1319 ·  1320 ·  1321 ·  1322 ·  1323 ·  1324 ·  1325 ·  1326 ·  1327 ·  1328 ·  1329 ·  1330 ·  1331 ·  1332 ·  1333 ·  1334